# Pachetra semiconfluens
Pachetra semiconfluens là một loài bướm đêm trong họ Noctuidae.